# Шрадер, Генрих Адольф
Ге́нрих Адо́льф Шра́дер (нем. Heinrich Adolf Schrader, 1 января 1767, Альфельд около Хильдесхайма — 22 октября 1836, Гёттинген) — немецкий врач и ботаник.

## Биография
С 1794 по 1836 годы он был директором университетского ботанического сада в Гёттингене. С 1794 по 1802 годы находился на посту приват-доцента Геттингенского университета, где в 1795 году получил степень доктора медицины. С 1802 года профессор ботаники в Гёттингене.
Шрадер автор множества иллюстрированных работ, как по флоре Германии, так и об иноземных растениях. Он был издателем ботанических журналов «Journal für die Botanik» (1799—1819) и «Neues Journal für die Botanik» (1806—1810), выходивших до издания в 1818 году журнала «Flora».
В 1815 году Шрадер стал членом-корреспондентом Шведской академии наук.
Именем Шрадера назван род растений Шрадера (Schradera) Vahl и множество видов.

## Научные работы
- Spicilegium florae germanicae (Hanovre, 1794)
- Sertum Hannoveranum (1795—1798), совместно с Иоганном Кристофом Вендландом
- Systematische Sammlung Cryptogamischer Gewächse (1796—1797)
- Nova genera plantarum. Pars prima cum tabulis aeneis coloratis (Leipzig, 1797 с 6 табл.)
- Preisschrift ueber die eigentliche Beschaffenheit und Erzeugue d. erdigen Bestandtheile in. d. verschiedenen inländischen Getreidearten. — Berlin, 1800.[1]
- Flora germanica (Beginn, 1806)
- Hortus Gottingensis (1809, с 16 табл.)
- Monographia generis Verbasci (1813—1823, 2 ч., с 8 табл.)

и другие